# Analiza kowariancji
Analiza kowariancji, ANCOVA (od ang. analysis of covariance) – procedura statystyczna będąca zastosowaniem analizy wariancji w szczególnej sytuacji, kiedy na zmienną zależną wpływają nie tylko interesujące nas zmienne, ale także inne, nieinteresujące nas zmienne, których wpływu na zmienną zależną nie chcemy badać. 
Przykład zastosowania: chcemy poznać wpływ zastosowania nowej metody nauczania matematyki na wyniki egzaminu maturalnego z tego przedmiotu. Stwierdzamy, że wyniki egzaminu maturalnego z matematyki są silnie związane z poziomem inteligencji. Chcielibyśmy wyeliminować wpływ ilorazu inteligencji na wyniki matury, aby móc bardziej precyzyjnie oszacować wpływ nowej metody nauczania na wyniki matur. Iloraz inteligencji jest w tym przykładzie kowariantem. 